# Öljätäi
Öljätäi (gruzijski ოლჯათი; Oljath) bila je kraljica-supruga dvojice gruzijskih kraljeva.

## Obitelj
Öljätäi je bila kći velikog vladara Abaka-kana (novčić iskovan za njega je prikazan desno).
Njezina je majka možda bila princeza Bizanta Marija Paleolog, kći cara Mihaela VIII.
Druga je mogućnost da joj je majka bila očeva konkubina.
Öljätäi se udala za kralja Gruzije Vahtanga II. Nakon njegove je smrti postala ženom njegova bratića Davida VIII.
Moguće je da je Davidu rodila sinove Melkisedeka i Andronika.
Öljätäi je vjerojatno krštena prije udaje, a prije toga je najvjerojatnije bila budistica.